# Lissorhoptrus chapini
Espèce
Lissorhoptrus chapini est une espèce d'insectes de l'ordre des coléoptères (insectes possédant en général deux paires d'ailes incluant entre autres les scarabées, coccinelles, lucanes, chrysomèles, hannetons, charançons et carabes).
Le nom de cette espèce commémore l'ornithologue américain James Paul Chapin (1889-1964).